# Coracopsis barklyi
Il vasa delle Seychelles o pappagallo nero di Praslin (Coracopsis barklyi (E.Newton, 1867) è un uccello della famiglia degli Psittaculidi, endemico dell'isola di Praslin (Seychelles).

## Tassonomia
In passato considerata sottospecie di Coracopsis nigra (C. nigra barklyi) è oggi inquadrata come specie a sé stante.